# Esther Brand
Pour les articles homonymes, voir Brand.
Esther Cornelia Brand (née van Heerden, le 29 septembre 1922 à Springbok (Cap du Nord), morte le 20 juin 2015 à Bloemfontein) est une athlète sud-africaine, spécialiste du saut en hauteur.
Elle égale le record du monde en 1941 avec un saut à 1,66 et  remporte la médaille d'or aux Jeux olympiques d'été de 1952 avec un saut à 1,67 m, ce qui fait d'elle la première femme africaine titrée aux Jeux olympiques.